# 파크루딘 아흐메드
파크루딘 아흐메드(벵골어: ফখরুদ্দীন আহমেদ, 1940년 5월 1일 ~ )는 방글라데시의 경제학자, 공무원, 그리고 방글라데시의 중앙은행인 방글라데시 은행의 전 총재이다.
2007년 1월 12일, 그는 2006년~2008년 방글라데시 정치 위기 당시 비당권 과도 과도 정부의 수석 고문으로 임명되었다. 2008년 12월 29일 아와미 연맹이 집권하면서 아와미 연맹이 정권을 잡았다.

## 어린 시절 및 경력
아흐메드는 1940년 5월 1일 문시간지구에서 모히우딘 아흐메드 사이에서 태어났다. 다카 대학교에서 경제학을 전공했으며 1960년과 1961년에 각각 학사와 석사를 취득했다. 그는 윌리엄스 칼리지에서 개발경제학 석사 학위를, 1975년 프린스턴 대학교에서 경제학 박사 학위를 받았다. 그의 박사학위 논문 제목은 "다중접속기 모델에서의 이주와 고용, 방글라데시로의 응용"이었다.
아흐메드는 다카 대학교에서 경제학 강사로 경력을 시작했다. 후에, 그는 파키스탄의 공무원에 들어갔다. 방글라데시 독립 전쟁 이후 1978년까지 방글라데시의 공무원으로 근무했다.
그 해, 그는 세계은행에 입사하여 다양한 중간 직책을 맡았다. 2001년 11월 29일 방글라데시 은행 총재로 취임했다. 그의 계약은 2005년 4월 30일에 만료되었다.
2005년 6월 1일부터는 팔리 카르마 사하약 재단(PKSF)의 전무이사가 되었다.

## 2007년 임시 임시 정부

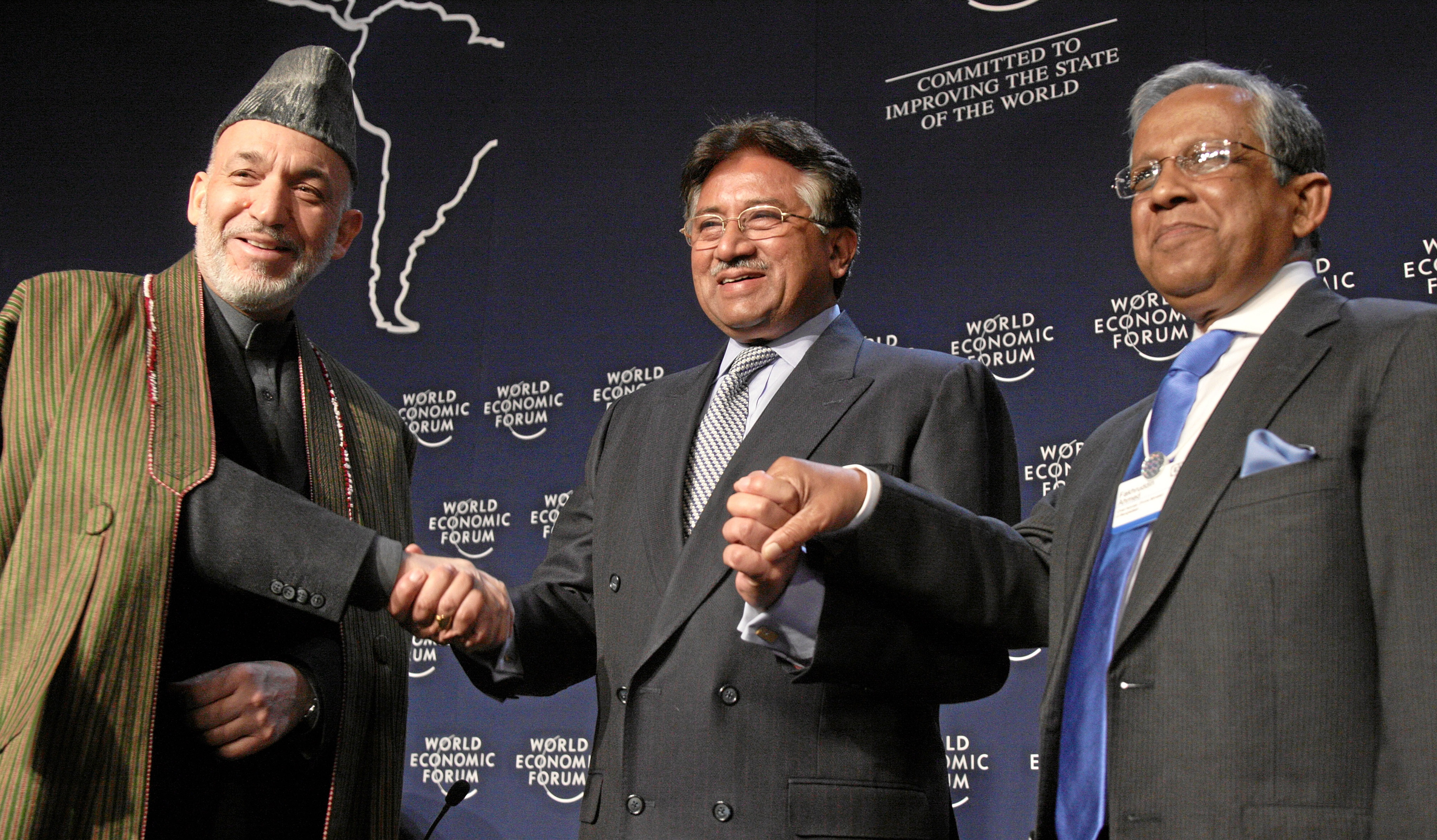
하미드 카르자이, 페르베즈 무샤라프, 파크루딘 아흐메드 3명이 스위스 다보스에서 열린 2008년 세계 경제 포럼 연차총회에 참석했다.

2007년 1월 12일, 이아주딘 아흐메드 대통령은 그를 임시 관리 정부의 최고 고문으로 임명했다. 파크루딘 아흐메드는 나라를 휩쓸고 있는 무정부 상태를 종식시킨 공로를 인정받고 있다.
160명 이상의 고위 정치인들, 고위 공무원들, 그리고 보안 관료들이 독직과 다른 범죄 혐의로 체포되었다. 셰이크 하시나와 칼레다 지아 전 총리, 파즐룰 하케 전 총리대행 등 양대 정당인 아와미 연맹과 방글라데시 민족주의당 소속 장관들이 포함됐다.
아흐메드는 2007년 6월 3일 나무 심기 행사에서 연설을 하던 중 더위로 쓰러져 병원에 입원했다. 그는 이날 오후 퇴원했으며 건강했다고 밝혔다.
2008년 총선 이후 새 의회가 구성되었다. 2009년 1월 6일, 아와미 연맹 임시 정부는 아와미 연맹의 3분의 2의 지지를 얻어 당선되었다.
아흐메드는 그 후 공공의 영역에서 은퇴했고 현재 미국에서 살고 있다.